# Appaloosa (film)
Appaloosa er en amerikansk westernfilm fra 2008 instrueret, produceret og skrevet af Ed Harris der også selv spiller med, bl.a. sammen med Viggo Mortensen, Renée Zellweger og Jeremy Irons. Filmen er baseret på Robert B. Parkers roman af samme navn fra 2005.

## Medvirkende
- Viggo Mortensen – Everett Hitch
- Ed Harris – Virgil Cole
- Renée Zellweger – Allie French
- Jeremy Irons – Randall Bragg
- Lance Henriksen – Ring Shelton
- Adam Nelson – Mackie Shelton
- Timothy Spall – Phil Olson
- Ariadna Gil – Katie
- James Gammon – Earl May
- Tom Bower – Abner Raines
- Rex Linn – Sheriff Clyde Stringer
- Gabriel Marantz – Joe Whittfield
- Corby Griesenbeck – Charlie Tewksbury
- Michael Huguenor – Renard
- Bob Harris – dommer Callison.